# Glycaspis fuscovena
Glycaspis fuscovena är en insektsart som beskrevs av Moore 1970. Glycaspis fuscovena ingår i släktet Glycaspis och familjen rundbladloppor. Inga underarter finns listade i Catalogue of Life.